# Bugs and Meyer Mob
Der Bugs and Meyer Mob war eine kriminelle Bande jüdischer Mobster in der Lower East Side von New York City, die heute der Kosher Nostra zugerechnet wird.

## Geschichte
Allgemein auffällig wurde die Bande ab 1921, aber die Grundlagen gingen bis in die Kindheit der befreundeten Anführer Meyer Lansky, Bugsy Siegel und Dutch Schultz zurück. Zweck der Bande war es nun, Gewinne durch Alkoholschmuggel unter Bruch der  Alkoholprohibition, des Alkoholverbotes in den USA, zu erzielen. 
Lansky fungierte dabei als der Denker und Organisator der Bande, insbesondere Siegel lieferte die benötigten Muskeln. Offenbar war die Bande auch Auffangbecken für Mitglieder der ehemaligen Eastman Gang, denn der Einfluss der Bande reichte bald schon über New York bis New Jersey und darüber hinaus. In New York waren es Kosher Nostras, die 70 % des Alkoholschmuggels beherrschten, während die Italiener, letztendlich in den Fünf Familien der Mafia organisiert, lediglich 25 % für sich verbuchen konnten; den Rest teilten sich irische und andere Gruppen.
Neben dem Alkoholschmuggel und Vertrieb während der Alkoholprohibition 1919–1932 entfaltete die Bande Aktivitäten in anderen kriminellen Geschäftsfeldern. Lansky war darüber hinaus ein Jugendfreund von Lucky Luciano und beide entwickelten eine enge Zusammenarbeit. Als Broadway Mob belieferten sie Manhattan mit hochwertigem Whiskey. Die Zusammenarbeit wurde fortgesetzt und führte dazu, dass Meyer Lansky neben den Italienern nach Ende der Prohibition Mitglied in der „Commission“ des National Crime Syndicate wurde.
Es waren immer wieder die Ressourcen des Bugs und Meyer Mob, die Lucky Luciano bei der Durchsetzung innerhalb der La Cosa Nostra behilflich waren. Den Höhepunkt bildete hier die gemeinsame Bildung der Murder, Inc., die de facto als Dienstleister für Mordaufträge fungierte.
Im Gegensatz zu den meisten „Familien“ der La Cosa Nostra operierte Meyer Lansky nicht territorial, sondern überregional und setzte, wie er es von Arnold Rothstein gelernt hatte, auf Kooperationen und Beteiligung anderer Mobster. Deshalb gab es auch keine weiterführende Geschichte des Bugs and Meyer Mob. Die bewaffneten Kräfte waren praktisch in die Murder Inc überführt worden, geschäftlich wurde wieder vermehrt in das Glücksspiel investiert. So ging Bugsy Siegel nach Las Vegas, da dort das Glücksspiel legal war, um dort Kasinos zu errichten; insbesondere das Flamingo.

## Mitglieder
- Otto Berman (1889–1935), Der Ausspruch: „Es ist nichts persönliches, nur das Geschäft“ wird ihm zugeschrieben
- Jake Lansky, Bruder von Meyer Lansky
- Meyer Lansky (1902–1983)
- Irving „Tabbo“ Sandler
- Dutch Schultz (1901–1935)
- Moe Sedway (1894–1952)
- Bugsy Siegel (1906–1947)
- Joseph „Doc“ Stacher (1902–1977)
- Meyer „Mike“ Wassel
- Charles Workman (1908–1979); Mörder von Dutch Schultz
- Abner Zwillman (1904–1959), galt als der „Pate von New Jersey“